# Rouadi
Rouadi (àrab: الرواضي, ar-Rwāḍī; amazic estàndard marroquí: ⵔⵓⴰⴷⵉ, Ruadi) és una comuna rural de la província d'Al Hoceima, a la regió de Tànger-Tetuan-Al Hoceima, al Marroc. Segons el cens de 2014 tenia una població total de 7.131 persones.